# Municipio San Lorenzo (Tarija)
Das Municipio San Lorenzo (auch: Villa San Lorenzo) liegt im Departamento Tarija im südamerikanischen Anden-Staat Bolivien.

## Lage im Nahraum
Das Municipio San Lorenzo ist das östliche der beiden Municipios der Provinz Eustaquio Méndez. Es grenzt im Norden an das Departamento Chuquisaca, im Westen an das Municipio El Puente, im Südosten an die Provinz Cercado und im Osten an die Provinz Burnet O’Connor.
Der zentrale Ort des Municipios ist die Landstadt San Lorenzo mit 3401 Einwohnern (2012) im südlichen Teil des Municipios.

## Geographie
Das Municipio San Lorenzo liegt am südöstlichen Rand der Hochebene des bolivianischen Altiplano auf dem Übergang zum Tiefland. Das Klima ist wegen der Binnenlage über mehr als die Hälfte des Jahres trocken, jedoch weitaus weniger rau als die Hochfläche und weist ein typisches Tageszeitenklima auf, bei dem die Temperaturschwankungen zwischen Tag und Nacht in der Regel deutlich größer sind als die jahreszeitlichen Schwankungen (siehe Klimadiagramm Tarija).
Die Jahresdurchschnittstemperatur liegt bei 19 °C und schwankt nur unwesentlich zwischen 15 °C im Juni/Juli und 22 °C von Dezember bis Februar. Der Jahresniederschlag beträgt etwa 550 mm, mit einer stark ausgeprägten Trockenzeit von April bis Oktober mit Monatsniederschlägen unter 30 mm, und einer Feuchtezeit von Dezember bis Februar mit über 100 mm Monatsniederschlag.

## Bevölkerung
Die Bevölkerungszahl des Municipios ist zwischen 1992 und 2024 um fast zwei Drittel angestiegen:
| Jahr | Einwohner | Quelle       |
| ---- | --------- | ------------ |
| 1992 | 18.568    | Volkszählung |
| 2001 | 21.375    | Volkszählung |
| 2012 | 23.639    | Volkszählung |
| 2024 | 30.352    | Volkszählung |

Die Bevölkerungsdichte des Municipio bei der Volkszählung 2024 betrug 15,3 Einwohner/km². Der Anteil der städtischen Bevölkerung war 14,4 Prozent, die Lebenserwartung der Neugeborenen lag im Jahr 2001 bei 62,7 Jahren.
Der Alphabetisierungsgrad bei den über 19-Jährigen beträgt 63 Prozent, und zwar 73 Prozent bei Männern und 53 Prozent bei Frauen (2001).

## Politik
Ergebnis der Regionalwahlen (concejales del municipio) vom 4. April 2010:
| Wahl- berechtigte |  | Wahl- beteiligung | gültige Stimmen |  | MAS-IPSP | PAN    | CC     | M-19  | ACI   | VER   |
| ----------------- |  | ----------------- | --------------- |  | -------- | ------ | ------ | ----- | ----- | ----- |
| 12.263            |  | 10.440            | 7.981           |  | 2.654    | 1.982  | 1.396  | 715   | 662   | 572   |
|                   |  | 85,1 %            | 76,4 %          |  | 33,3 %   | 24,8 % | 17,5 % | 9,0 % | 8,3 % | 7,2 % |

Ergebnis der Regionalwahlen (elecciones de autoridades políticas) vom 7. März 2021:
| Wahl- berechtigte |  | Wahl- beteiligung | gültige Stimmen |  | MAS-IPSP | UNIDOS POR TARIJA | COMUNIDAD POR TODOS | ISA    | TPT    |
| ----------------- |  | ----------------- | --------------- |  | -------- | ----------------- | ------------------- | ------ | ------ |
| 18.958            |  | 16.013            | 14.276          |  | 5.775    | 5.537             | 2.301               | 287    | 168    |
|                   |  | 84,47 %           | 89,15 %         |  | 40,45 %  | 38,79 %           | 16,12 %             | 2,01 % | 1,18 % |

## Gliederung
Das Municipio San Lorenzo unterteilt sich in die folgenden dreizehn Kantone (cantones):
- 06-0501-01 Kanton San Lorenzo – 8 Ortschaften – 4.755 Einwohner (Volkszählung 2012)
- 06-0501-02 Kanton Cajas – 7 Ortschaften – 665 Einwohner
- 06-0501-03 Kanton San Pedro de las Peñas – 21 Ortschaften – 1.970 Einwohner
- 06-0501-04 Kanton Canasmoro – 4 Ortschaften – 1.451 Einwohner
- 06-0501-05 Kanton Erquis – 5 Ortschaften – 1.335 Einwohner
- 06-0501-06 Kanton El Rancho – 8 Ortschaften – 3.020 Einwohner
- 06-0501-07 Kanton San Lorencito – 3 Ortschaften – 174 Einwohner
- 06-0501-08 Kanton Sella Mendez – 13 Ortschaften – 2.326 Einwohner
- 06-0501-09 Kanton Calama – 9 Ortschaften – 1.180 Einwohner
- 06-0501-10 Kanton Leon Cancha – 11 Ortschaften – 1.345 Einwohner
- 06-0501-11 Kanton Tomatas – 7 Ortschaften – 3.132 Einwohner
- 06-0501-12 Kanton Tomatas Grande – 12 Ortschaften – 1.171 Einwohner
- 06-0501-13 Kanton La Victoria – 4 Ortschaften – 1.115 Einwohner

## Ortschaften im Municipio San Lorenzo
- Kanton San Lorenzo
  - San Lorenzo 3401 Einw. – Lajas Merced 580 Einw.

- Kanton Cajas
  - Alto Cajas 79 Einw.

- Kanton San Pedro de las Peñas
  - San Pedro de las Peñas 123 Einw.

- Kanton Canasmoro
  - Canasmoro 1156 Einw.

- Kanton Erquis
  - Erquis Norte 390 Einw.

- Kanton El Rancho
  - Rancho Norte 1123 Einw. – Bordo El Mollar 667 Einw.

- Kanton Sella Mendez
  - Sella Méndez 531 Einw. – Carachimayo 528 Einw.

- Kanton Calama
  - Calama 439 Einw.

- Kanton Leon Cancha
  - Leon Cancha 316 Einw.

- Kanton Tomatas
  - Tomatitas 1234 Einw. – Coimata 523 Einw.

- Kanton Tomatas Grande
  - Tomatas Grande 657 Einw.

- Kanton La Victoria
  - La Victoria 632 Einw. – Rincón de la Victoria 216 Einw. – La Pampa 216 Einw.